# Wygoniczi (wieś)
Wygoniczi (ros. Выгоничи) – wieś w Rosji, w obwodzie briańskim, w rejonie wygonickim. W 2010 liczyła 108 mieszkańców.